# Ponte del Cavallo

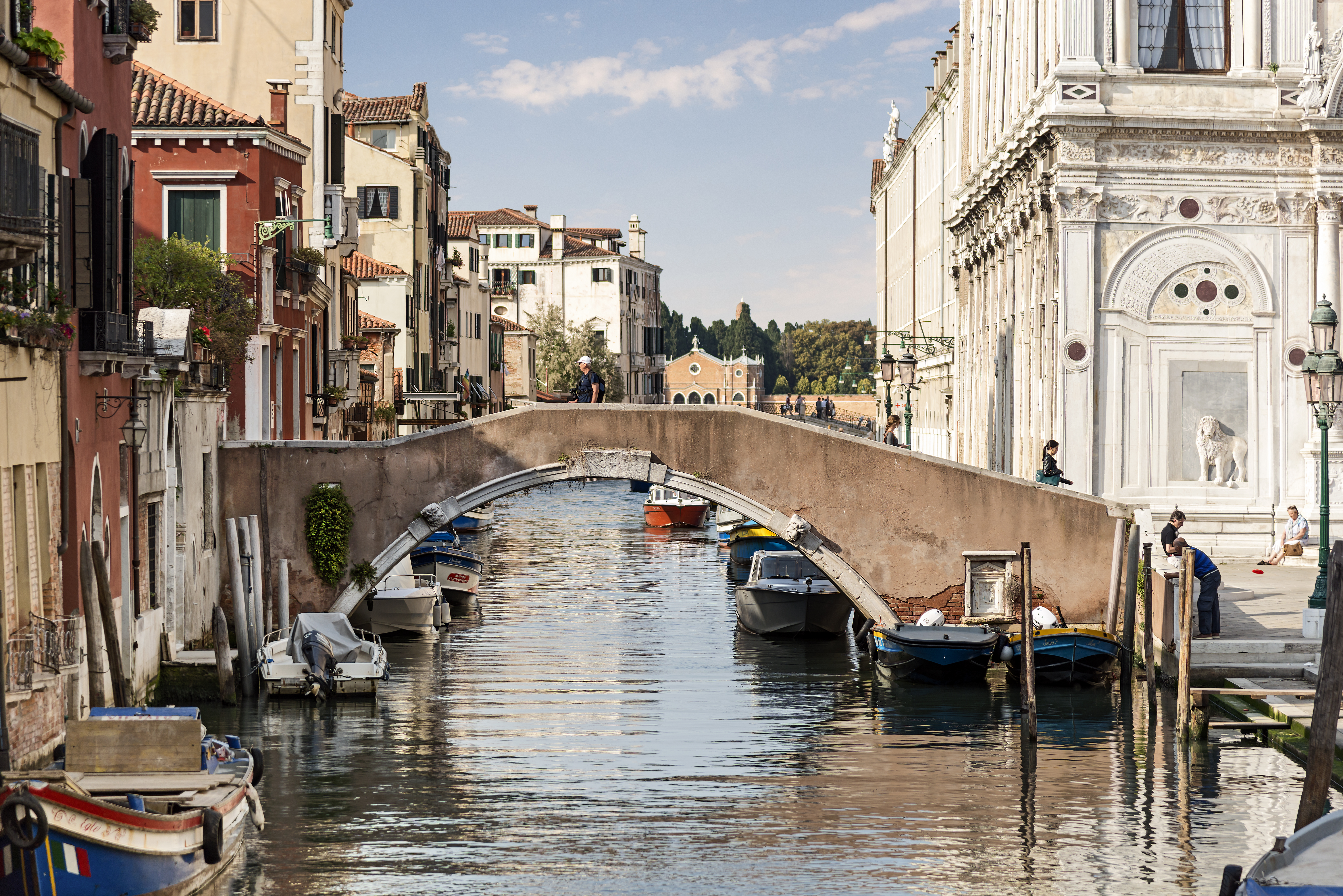
Die Brücke im Jahr 2015

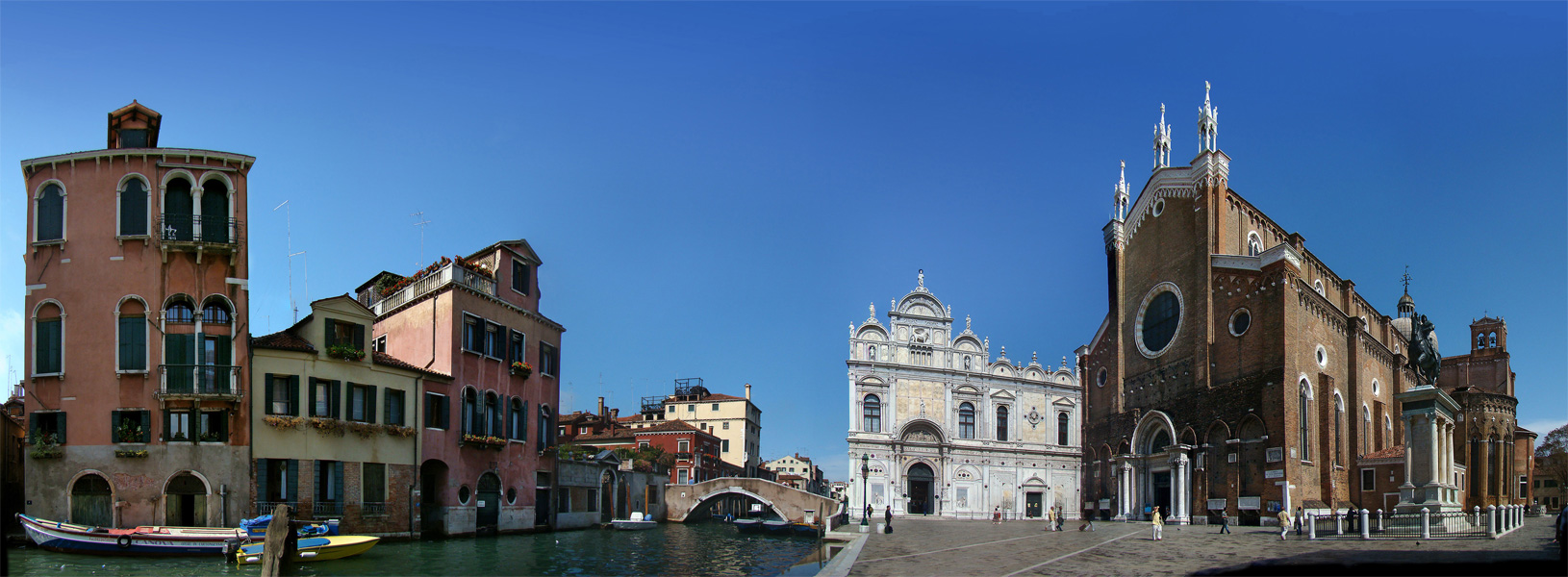
Das Bild des Ponte del Cavallo (Bildmitte) lässt die Verbindungsfunktion gut erkennen.

Die Brücke Ponte del Cavallo (deutsch: Pferdebrücke) ist eine der über 400 Brücken von Venedig. Sie liegt im Sestiere Cannaregio, überspannt den Rio di San Lazzaro dei Mendicanti und verbindet neben dem Campo SS. Giovanni e Paolo mit der Calle Larga Giacinto Gallina auch die beiden Sestieri Cannaregio und Castello. Ihren Namen verdankt sie dem in unmittelbarer Nähe befindlichen Reiterstandbild des Bartolomeo Colleoni.
Die Brücke diente unter anderem dem britischen Maler Charles John Watson als Motiv.

## Belege
1. ↑  Marina Crivellari Bizio:  Campi veneziani. Storia e segret dei campi veneziani, Filippi, Venedig 2009, S. 185–204 (zum Campo San Zanipolo), hier: S. 201.

Koordinaten: 45° 26′ 22,1″ N, 12° 20′ 28,2″ O